# Mayama (district)
Le district de Mayama est un district du département du Pool en République du Congo ayant pour chef-lieu la ville de Mayama.
Il comptait 7 036 habitants en 2007.